# Parafia Najświętszej Maryi Panny Królowej Polski i św. Augustyna w Sukowie
Parafia Najświętszej Maryi Panny Królowej Polski i św. Augustyna w Sukowie – parafia rzymskokatolicka, znajdująca się w diecezji kieleckiej, w dekanacie daleszyckim.